# Il Negromante
Il Negromante (Le Négromant ou Le Nécromancien) est une comédie de L'Arioste, écrite en italien de 1509 à 1520, complétée en 1528.

## Histoire
L'Arioste a commencé à écrire Il Negromante en 1509 ; la pièce est terminée en 1520 lorsque l'Arioste en envoie le texte au pape Léon X, à la demande de ce dernier, à la suite de la représentation remarquée de sa pièce I Suppositi le 5 mars 1519 au Palais du Vatican, ; il l'a réécrite en 1528 pour la première mise en scène qui a eu lieu à Ferrare entre 1528 et 1529.
La pièce est publiée en 1535 à Venise, deux ans après la mort de l'Arioste : deux éditions paraissent, l'une chez Nicolo d'Aristotile detto Zoppino, l'autre en mai chez Francesco Bindoni et Maffeo Pasini coordonnée par Ludovico Dolce ; une édition est publiée en 1551 à Venise par Gabriele Giolito de' Ferrari.
Elle a été traduite en français par Jean de La Taille qui publie son texte à Paris en 1572,.

## Intrigue
La comédie se déroule à Crémone et raconte les expédients utilisés par un jeune homme pour épouser la jeune fille qu'il aime. Au centre de l'intrigue, figure un magicien-astrologue, praticien des arts magiques, qui exploite la naïveté des gens qui croient en la magie ; son serviteur, Nibbio, le présente comme un Juif expulsé d'Espagne (« Et è per dire il ver, Giudeo d'origine // Di quei, che fu caciatti di Castilia ») qui va de pays en pays tout en changeant nom et origine. Pour concevoir ce personnage, l'Arioste s'inspire de pièces de théâtre récentes, en prenant pour modèles des personnages comme Ruffo dans La Calandria, comédie du cardinal Bernardo Dovizi da Bibbiena écrite vers 1513, ou Callimaco, le faux docteur de La Mandragore de Nicolas Machiavel.
Cynthio a été contraint par son beau-père Massimo d'épouser la riche Emilia, fille d'un de ses amis, afin que la famille puisse se rétablir financièrement grâce à la dot ; mais Cynthio avait déjà épousé par amour et en secret Livinia, qui n'a pas de fortune. Le jeune homme feint pendant plusieurs mois l'impuissance, dans l'espoir que, faute d’être consommé, son mariage avec Laura finisse par être annulé. Son épouse s'en plaint à son père Abondio et celui-ci fait venir un célèbre nécromancien (negromante), Mastro Iachelino, pour régler la situation ; Cynthio soudoie le magicien pour qu'il affirme que son impuissance a été causée par un ensorcellement et qu'elle ne disparaîtra que lorsqu'il se séparera pour toujours d'Emilia. Il obtient gain de cause, le mariage est dissous, et le nécromancien, ayant acquis une grande renommée, commence à recevoir de nombreux clients. Mais deux serviteurs de Cinthio découvrent la supercherie et la révèlent. C'est alors que Massimo, le beau-père de Cynthio, découvre qu'il est le véritable père de Livinia, conçue lors d'une rencontre extraconjugale, et il autorise son mariage avec Cynthio.

### Éditions

#### Édition originale
- L'Arioste, Il Negromante. Comedia, Venise, 1535.

#### Édition critique
- « Il Negromante », dans A. Gareffi (dir.), Le Comedie di Ludovico Ariosto, Turin, UTET, 2007, vol. 2, p. 439-452.

### Études

#### SurIl negromante
- (es) María Val Gago Saldaña, « Il Nigromante de Ariosto y el Necromanticus de Petreyo », dans María José Barrios Castro, Emilio Crespodate (dir.), Actas del X Congreso Español de Estudios Clásicos (21-25 de septiembre de 1999), Sociedad Española de Estudios Clásicos, 2001, p. 553-559.
- (it) Giulio Ferroni, Ludovico Ariosto, Rome, Salerno editrice, 2008.
- Rosanna Gorris Camos, « Pro bono malum : Le Négromant venu d'ailleurs », Théâtres du monde « La Comédie et l'étranger », no 6,‎ 2020, p. 51-86 (ISSN 1162-7638).
- (it) Noè Albergati, « Il Negromante di Ludovico Ariosto, tra modelli classici e suggestioni magico-astrologich », Versants, vol. 2, no 69,‎ 2022, p. 25-38 (lire en ligne ).

#### SurLe Négromantde Jean de La Taille
- Tatham Ambersley Daley, Jean de La Taille (1533-1608). Étude historique et littéraire, Genève, 1934, p. 176-182.
- (it) E. Botasso, « Le Commedie dell'Ariosto nel teatro francese del Cinquecento », Giornale storico della letteratura italiana, no 28,‎ 1951, p. 52-80.
- F. Rigolot, « Le Négromant », dans La Comédie à l'époque d'Henri II et de Charles IX, Paris, Olschki, 1997, p. 127-207.
- Riccardo Benedetti, « Il Negromante de l'Arioste traduit par Jean de La Taille », Italique, vol. XIII,‎ 2010, p. 81-104 (lire en ligne ).